# Beania conferta
Beania conferta är en mossdjursart som beskrevs av William MacGillivray 1886. Beania conferta ingår i släktet Beania och familjen Beaniidae. Inga underarter finns listade i Catalogue of Life.